# Sacrifice
Sacrifice je trinaesti studijski album britanskog rock-sastava Motörhead. Diskografska kuća Steamhammer objavila ga je 27. ožujka 1995. u Europi, a CMC International Records objavio ga je 11. srpnja 1995. u Sjevernoj Americi. Obama izdavačima to je prvi objavljen uradak skupine.

## O albumu
Posljednji je Motörheadov album na kojem je svirao gitarist Michael „Würzel” Burston.
Lemmy, pjevač i basist sastava, izjavio je da mu je to jedan od najdražih albuma sastava. O procesu snimanja izjavio je:
Skupina je napisala pjesmu „Sex & Death” u deset minuta tijekom zadnjeg dana proba, pjesma „In Another Time” posve je izmijenjena tijekom snimanja, a za pjesmu „Make 'Em Blind”, čiju je glazbu sastav snimio improvizirajući, Lemmy je napisao tri inačice tekstova. Bubnjar Mikkey Dee i gitarist Phil Campbell s Lemmyjem su snimili glazbene dijelove za dvije i pol strofe, a Lemmy je potom za pjesmu dopisao još jedan dio koji je snimio s tehničarem gitare Jamiejem.
Lemmy je izjavio da su stihovi pjesama „besmisleniji” od onih na prijašnjim uradcima, ali da „dobro dočaravaju ugođaj”. Dodao je da pjesma „Dog-Face Boy” govori o Campbellu.

## Ilustracije
Joe Petagno, dugogodišnji ilustrator skupine, o naslovnici je rekao:

## Popis pjesama
| 1.    | »Sacrifice«             | Lemmy, Würzel, Phil Campbell, Mikkey Dee | 3:16 |
| 2.    | »Sex & Death«           | Campbell, Dee, Lemmy, Würzel             | 2:02 |
| 3.    | »Over Your Shoulder«    | Dee, Würzel, Campbell, Lemmy             | 3:17 |
| 4.    | »War for War«           | Lemmy, Campbell, Würzel, Dee             | 3:07 |
| 5.    | »Order / Fade to Black« | Dee, Campbell, Lemmy, Würzel             | 4:02 |
| 6.    | »Dog-Face Boy«          | Campbell, Dee, Würzel, Lemmy             | 3:25 |
| 7.    | »All Gone to Hell«      | Würzel, Campbell, Dee, Lemmy             | 3:41 |
| 8.    | »Make 'Em Blind«        | Lemmy                                    | 4:26 |
| 9.    | »Don't Waste Your Time« | Lemmy                                    | 2:32 |
| 10.   | »In Another Time«       | Würzel, Lemmy, Dee, Campbell             | 3:09 |
| 11.   | »Out of the Sun«        | Würzel, Lemmy, Dee, Campbell             | 3:43 |
| 36:44 |                         |                                          |      |

## Recenzije
| Recenzije    | Recenzije |
| Izvor        | Ocjena    |
| ------------ | --------- |
| AllMusic     | [ 6 ]     |
| Rock Hard    | 9/10      |
| Sputnikmusic | 2/5       |

Dobio je podijeljene kritike. U recenziji za Rock Hard Götz Kühnemund dao mu je devet bodova od njih deset napisavši da je sastav „objavio iznenađujuće žestok album” i da bi se „brojnim obožavateljima skupine mogao više svidjeti od prethodnih albuma Bastards i March Ör Die”. Stephen Thomas Erlewine dao mu je tri i pol zvjezdice od njih pet u osvrtu za AllMusic opisavši ga „izravnim, vratolomno brzim i zaglušujuće glasnim Motörheadom s gitarama koje zuje, gotovo ratnim ritmovima i iznenađujuće pamtljivim dijelovima”. Dodao je da se na uratku „nalazi nekoliko lošijih trenutaka”, ali da je u cijelosti „zanimljiv i zabavan”. Pišući za njemačku inačicu časopisa Metal Hammer, jedan je recenzent primijetio da su pjesme „ljuće” od onih na prijašnjim albumima i da uradak obilježavaju „pamtljivi ritmovi i vrsni brzi dijelovi”.
Sputnikmusicov recenzent dao mu je dva boda od njih pet i komentirao je da su gitarske dionice „pojednostavnjene kako bi zvučale žestoko” i da su slušatelji lišeni „istinski odlična glazbena doživljaja” jer je sastav „izgubio mnogo svojeg glazbenog karaktera”.

## Zasluge
| Motörhead - Lemmy – vokal, produkcija - Phil „The Zoomster” Campbell – gitara, produkcija - Würzel – gitara, produkcija - Mikkey Dee – bubnjevi, produkcija Dodatni glazbenici - Bill Bergman – saksofon (na pjesmi „Don't Waste Your Time”) - John Paroulo – glasovir (na pjesmi „Don't Waste Your Time”) | Ostalo osoblje - Howard Benson – produkcija, miksanje - Ryan Dorn – produkcija, tonska obrada, miksanje - Devin Foutz – pomoć pri tonskoj obradi - Matthew Ellard – pomoć pri tonskoj obradi - Eddy Schreyer – mastering - Joe Petagno – naslovnica - DemoNet, Inc. – dizajn, omot albuma - Gene Kirkland – fotografija - Robert John – fotografija |

## Ljestvice
| Ljestvica                                    | Najviša pozicija |
| -------------------------------------------- | ---------------- |
| Njemačka                                     | 31.              |
| Švedska                                      | 36.              |
| Ujedinjeno Kraljevstvo (Rock & Metal Albums) | 21.              |